# Spadella equidentata
Espèce
Spadella equidentata est une espèce de chaetognathes de la famille des Spadellidae.

## Description
L'holotype de Spadella equidentata mesure 7,2 mm et le segment caudal représente 51,4 % de la longueur totale. La tête porte huit crochets légèrement recourbés, lisses et de couleur ambrée. Il y a deux séries parallèles et bien distinctes de dents presque droites, courtes et fortes. Six dents antérieures et quatre à cinq dents postérieures, celles-ci sont presque aussi longues que les dents antérieures et d'égale épaisseur. Les organes vestibulaires sont en forme de crête perpendiculaire à l'axe du corps et hérissés d'épines courtes et aiguës. Il n'y a ni yeux ni couronne ciliaire. La collerette est bien développée au niveau du cou et se prolonge jusqu'aux vésicules séminales. Elle est garnie de boutons sensoriels. Le tube digestif n'a pas de diverticules intestinaux. Les nageoires latérales débutent en avant des orifices génitaux femelles, ceux-ci s'ouvrant au niveau du septum transversal. La nageoire caudale est engainante en raison de la position antérieure des vésicules séminales sur le segment caudal. Les muscles longitudinaux sont très épais et les champs latéraux très étroits. La musculature transversale n'occupe que la partie antérieure du tronc (65 %) et se termine au-delà du ganglion ventral, à une distance égale à la moitié de sa longueur. Le ganglion ventral représente 26 % de la longueur du tronc. Les ovaires occupent 60 % de la longueur du tronc et peuvent contenir jusqu'à onze gros ovules. Le canal transversal reliant les deux réceptacles séminaux est vide. Dans les cavités caudales, les spermatocytes sont disposés le long d'une bande perpendiculaire au septum caudal, d'épaisseur régulière et s'étendant du septum transversal à l'extrémité de la queue. Les vésicules séminales sont longues, délimitées par trois côtés rectilignes et situées en avant. Elles touchent à la fois les nageoires latérales et caudale.

## Répartition
Spadella equidentata a été trouvé dans les eaux du golfe de Cadix, entre le détroit de Gibraltar et le cap Saint-Vincent au Portugal.
Il a été trouvé sur des fonds de 452 m.

## Systématique
Le nom valide complet (avec auteur) de ce taxon est Spadella equidentata Casanova (d), 1987,.

### Étymologie
Son nom spécifique, composé du préfixe équi-, « égal, identique » et du latin dentata, « relatif aux dents », lui a été donné en raison des mêmes longueur et épaisseur entre les dents antérieures et postérieures.

### Publication originale
- Jean-Paul Casanova, « Deux Chaetognathes benthiques nouveaux du genre Spadella des parages de Gibraltar - Remarques phylogénétiques », Bulletin du Muséum national d'histoire naturelle. Section A, Zoologie, biologie et écologie animales, Paris, Muséum national d'histoire naturelle, vol. 9, no 2,‎ 1987, p. 375-390 (ISSN 0181-0626 et 3038-9895, OCLC 436447503, BNF 34354410, lire en ligne).